# Campionat d'Espanya de ciclisme en ruta femení
El Campionat d'Espanya de ciclisme en ruta femení és una competició ciclista que serveix per a determinar la Campiona d'Espanya de ciclisme. La primera edició es disputà el 1979.

## Palmarès
| Any  | Primera               | Segona               | Tercera                   |
| 1979 | Mercedes Ateca        | Blanca Gil           | María Victoria Fustero    |
| 1980 | Mercedes Ateca        | Antonia Quintanal    | Ana Fernández             |
| 1981 | Mercedes Ateca        | Milagros Tugores     | Margarita Gormals         |
| 1982 | Carolina Sagarmendi   | Margarita Gormals    | Margarita Rico            |
| 1983 | Carolina Sagarmendi   | Immaculada de Carlos | María Quintanal           |
| 1984 | María Luisa Izquierdo | Mercedes Ateca       | Carolina Sagarmendi       |
| 1985 | María Mora            | Magdalena Rigo       | María Luisa Izquierdo     |
| 1986 | Magdalena Rigo        | María Mora           | María José Prada          |
| 1987 | María Luisa Izquierdo | María Mora           | Raquel Aberasturi         |
| 1988 | Immaculada de Carlos  | Consuelo Álvarez     | Josune Gorostidi          |
| 1989 | Consuelo Álvarez      | Josune Gorostidi     | Dori Ruano                |
| 1990 | Conchita Carbayeda    | Raquel Aberasturi    | Belén Cuevas              |
| 1991 | Josune Gorostidi      | Ainhoa Artolazábal   | Conchita Carbayeda        |
| 1992 | Ainhoa Artolazábal    | Conchita Carbayeda   | Belén Cuevas              |
| 1993 | Alicia Amezgaray      | Margalida Fullana    | Joane Somarriba           |
| 1994 | Joane Somarriba       | Fátima Blázquez      | Berta Fernández           |
| 1995 | María José López      | Rosario Corral       | Izaskun Bengoa            |
| 1996 | Izaskun Bengoa        | Dori Ruano           | Joane Somarriba           |
| 1997 | Izaskun Bengoa        | Rosa María Bravo     | Joane Somarriba           |
| 1998 | Rosa María Bravo      | Izaskun Bengoa       | Berta Fernández           |
| 1999 | Margalida Fullana     | Rosa María Bravo     | Dori Ruano                |
| 2000 | Rosa María Bravo      | Marta Vilajosana     | Dori Ruano                |
| 2001 | Dori Ruano            | Anna Ramírez         | María Isabel Moreno       |
| 2002 | Arantzatzu Azpiroz    | Anna Ramírez         | María Mercedes Cagigas    |
| 2003 | Eneritz Iturriaga     | Rosa María Bravo     | Joane Somarriba           |
| 2004 | Anna Ramírez          | Fátima Blázquez      | Arantzatzu Azpiroz        |
| 2005 | María Isabel Moreno   | Leticia Gil          | Agurtzane Elorriaga       |
| 2006 | María Isabel Moreno   | Eneritz Iturriaga    | Cristina Alcalde          |
| 2007 | María Isabel Moreno   | Marta Vilajosana     | Arantzatzu Azpiroz        |
| 2008 | Itxaso Leunda         | Fátima Blázquez      | Judit Masdeu              |
| 2009 | Marta Vilajosana      | Belén López          | Leticia Gil               |
| 2010 | Leire Olaberría       | Débora Gálvez        | Rosa María Bravo          |
| 2011 | Rosa María Bravo      | Anna Ramírez         | Silvia Tirado             |
| 2012 | Anna Sanchis          | Anna Ramírez         | Ane Santesteban           |
| 2013 | Ane Santesteban       | Mayalen Noriega      | Lucía González            |
| 2014 | Anna Ramírez          | Irene San Sebastián  | Sheyla Gutiérrez          |
| 2015 | Anna Sanchis          | Ane Santesteban      | Alicia González           |
| 2016 | Mavi García           | Anna Sanchis         | Sheyla Gutiérrez          |
| 2017 | Sheyla Gutiérrez      | Mavi García          | Ane Santesteban           |
| 2018 | Eider Merino          | Gloria Rodríguez     | Margarita Victoria García |
| 2019 | Lourdes Oyarbide      | Irene Méndez         | Mireia Benito             |
| 2020 | Mavi García           | Ane Santesteban      | Eider Merino              |
| 2021 | Mavi García           | Ane Santesteban      | Sara Martín               |
| 2022 | Mavi García           | Sandra Alonso        | Iurani Blanco             |
| 2023 | Mavi García           | Sara Martín          | Mireia Benito             |
| 2024 | Usoa Ostolaza         | Iurani Blanco        | Mavi García               |
| 2025 | Sara Martín           | Mavi García          | Usoa Ostolaza             |